# Izolator telefoniczny
Izolatory telefoniczne i telegraficzne – izolatory służące do montowania przewodu telefonicznego lub telegraficznego. Spotykane są na słupach i starych budynkach.
Produkowano je od około 1849 roku do 2005 roku. Izolatory teletechniczne wykonane były głównie z porcelany, rzadziej ze szkła.
Montowane je na stalowych hakach, wkręcanych bezpośrednio w słup lub w ścianę budynku. Na hakach osadzano je za pomocą pakuł, gipsu, cementu lub innych materiałów typu szmaty czy stare gazety.
Produkowane były w różnych fabrykach:
- szklane:
  - Huta Vitrum - lata 20., 30. XX
  - Huta Robotnicza Nadbużanka (HRN) – lata 20., 30. XX
  - Huta Szkła w Dubecznie
  - Huta Rogów - lata 20., 30. XX
  - Huta Niemen
  - Huta Szkła w Iłowej - od lat 50. do końca lat 80. XX
- porcelanowe:
  - Ćmielów,
  - Giesche, (przed 1930 Czuday)
  - Chodzież, (Kolmar)
  - Boguchwała, (później Zapel Boguchwała)
  - Suliszów - Sophienau - później Jedlina-Zdrój, później Argillion
  - Brzezinka - Birkenau (w czasie II wojny światowej 1939-1945 zakład nosił nazwę Birkental), od 1950 zakład nosił nazwę A-16

Rosenthal (Niemcy, Bawaria)
Hescho (Niemcy)
Hermsdorf (Niemcy)
Siemens (Niemcy)
Thomas Jahrger (Niemcy)
Sonnenber (Niemcy)
Closter Veilsdorf (Niemcy)
Richard Ginori (Włochy)
Izolatory telefoniczne są także obiektem zainteresowania kolekcjonerów.